# Stjørdalsfjord
Der Stjørdalsfjord (norwegisch Stjørdalsfjorden) im norwegischen Fylke Trøndelag ist ein östlicher Ausläufer des Strindfjords, der wiederum einen östlichen Teilabschnitt des Trondheimfjords in dessen Südbereich darstellt. Er ist benannt nach dem Ort Stjørdal an seinem Ostende.

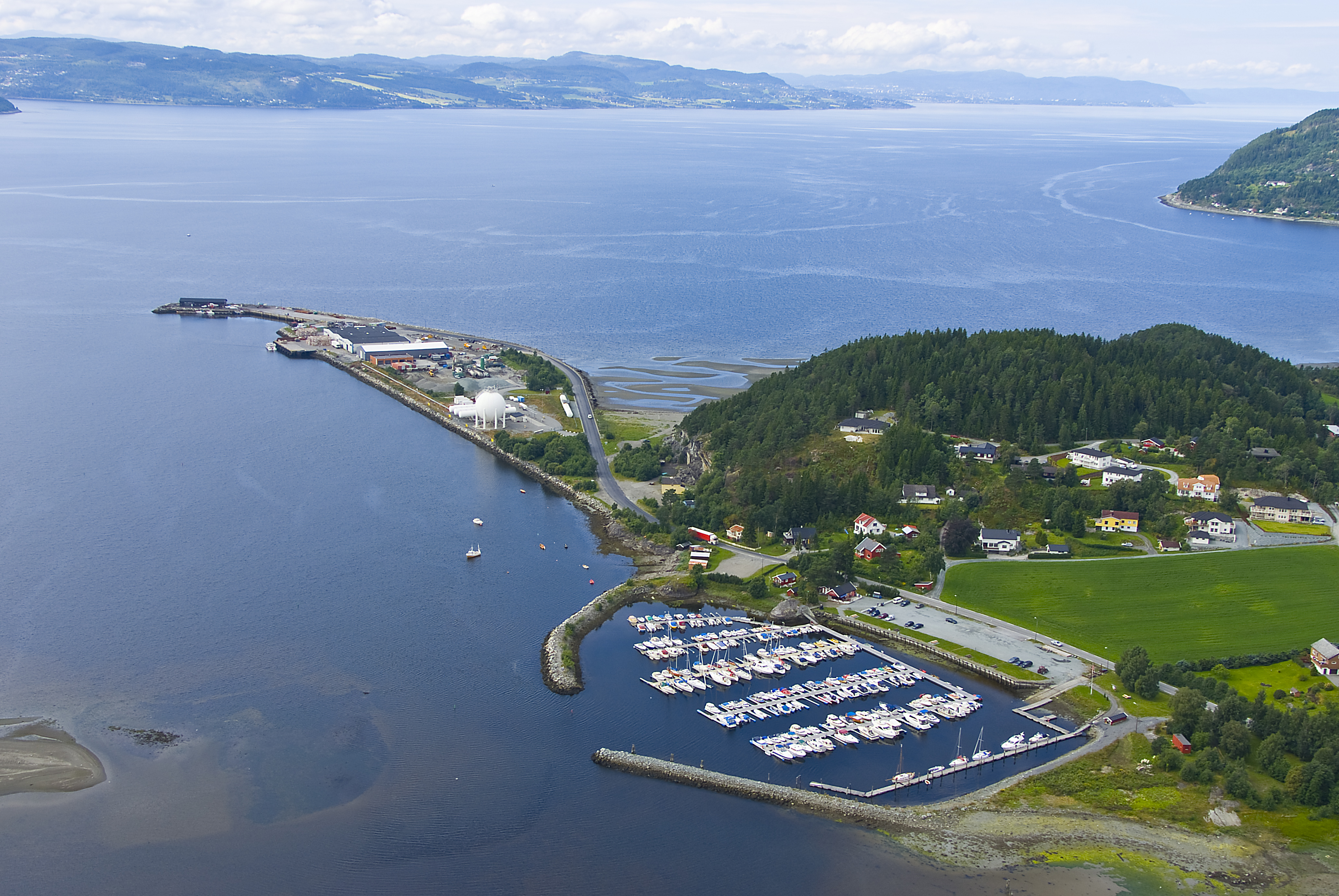
Stjørdalsfjord und Hafen von Stjørdal

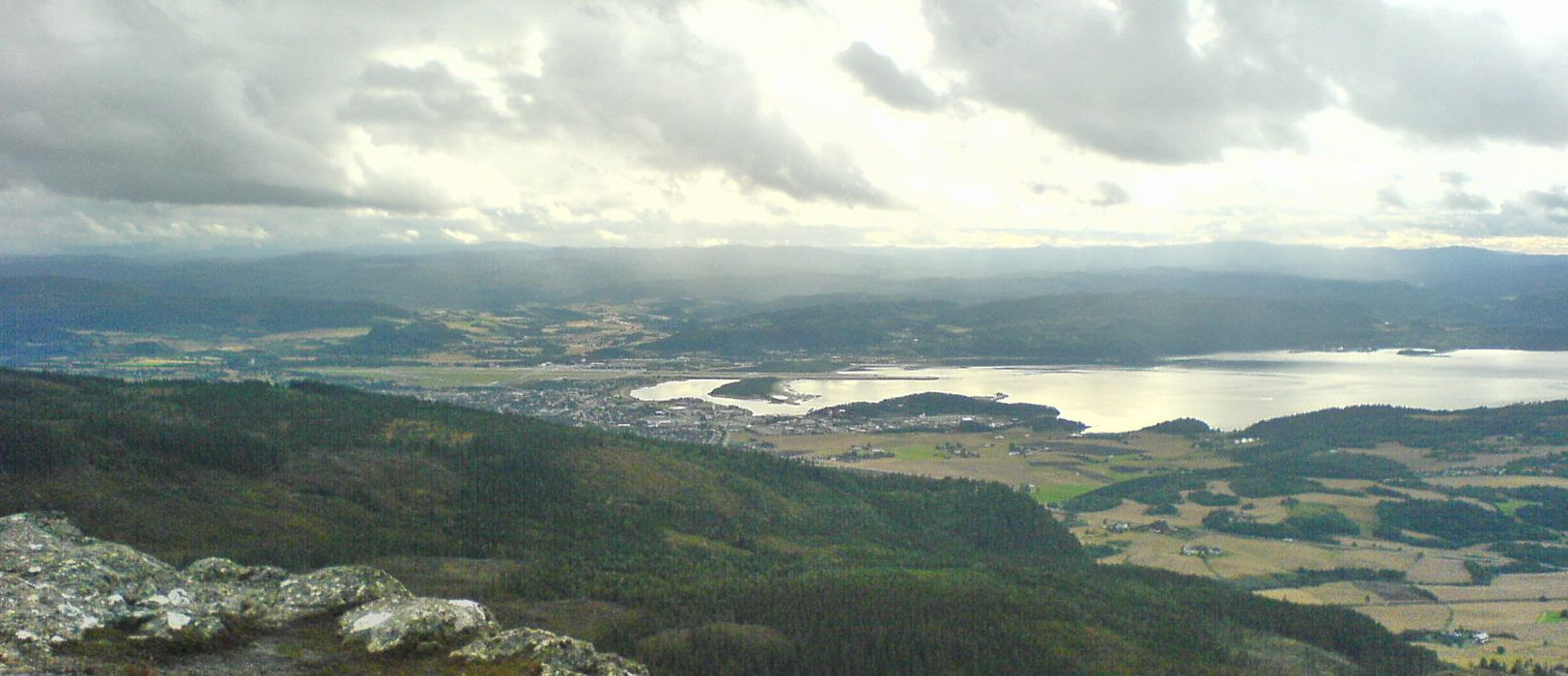
Stjørdalsfjord und Stjørdal

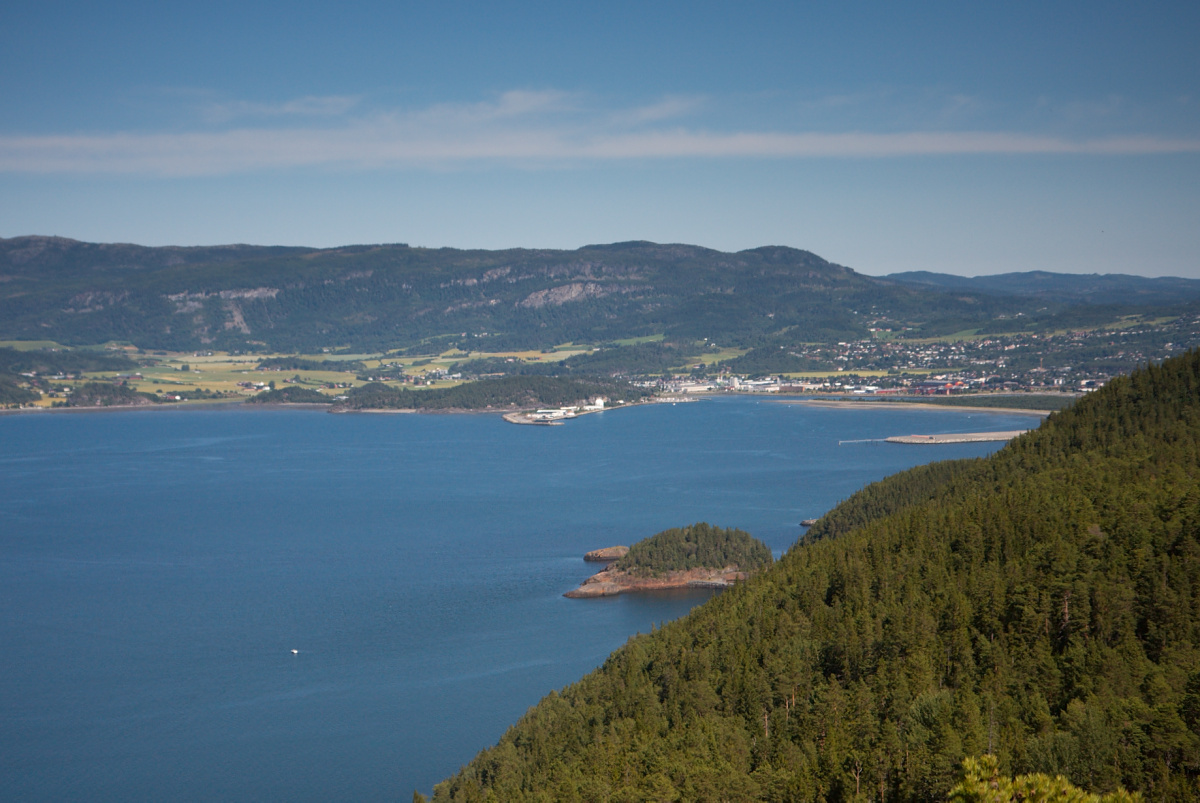
Blick über den Stjørdalsfjord auf Stjørdal, ganz rechts die Landebahn des Flughafens Trondheim

## Geografie
Der Stjørdalsfjord befindet sich östlich von Trondheim zwischen Malvik im Südwesten, Hommelvik im Süden, Skatval im Norden und Stjørdal im Osten. Er ist etwa 8 km lang und 5–6 km breit, abgesehen von den zwei Ausbuchtungen der Vikanbukta im Nordosten und der Hommelvika im Süden.

## Verkehr
Der Flughafen Trondheim liegt am äußersten östlichen Ende des Fjords; seine 2849 m lange und 45 m breite Landebahn 09/27 wurde 1961 in den Fjord hinein verlängert. Unmittelbar südlich des Flughafens mündet der von Osten im Stjørdalen heranfließende Stjørdalselva in den Fjord; die Flussmündung wurde verlegt, damit die Landebahn des Flughafens verlängert werden konnte.
Die Europastraße 6 (E 6), Abschnitt Trondheim — Narvik, und die Bahnstrecke Trondheim — Stjørdal verlaufen entlang der Südseite des Stjørdalsfjords.